# Temps universal coordinat
|  | «UTC» redirigeix aquí. Vegeu-ne altres significats a «UTC (desambiguació)». |

El temps universal coordinat o UTC (Universal Time Coordinated, en anglès), també conegut com a temps civil, és la zona horària de referència respecte de la qual es calculen totes les hores corresponents a les altres zones horàries del món. És el successor del GMT (Greenwich Mean Time: temps mitjà de l'Observatori Reial de Greenwich, a Londres), encara que col·loquialment algunes vegades se l'anomena així. La nova denominació fou creada per eliminar la inclusió d'una localització específica en un estàndard internacional, així com per basar la mesura del temps en els estàndards atòmics, més que en els celestes.
A diferència del GMT, l'UTC no es defineix pel sol o els estels, sinó que es mesura per rellotges atòmics, atès que la rotació de la Terra s'alenteix, s'endarrereix respecte del temps atòmic internacional. L'UTC se sincronitza amb el dia i la nit del temps universal; se li afegeixen o resten segons intercalars a la fi de juny i de desembre. El Servei Internacional de Rotació de la Terra decideix sobre la posada en circulació dels segons intercalars, d'acord amb les seves mesures de la rotació de la Terra.

## Història
A mitjans del segle xix, el Greenwich Mean Time (GMT) s'havia establert com la primera zona horària de referència per a l'Imperi britànic i per a gran part del món, indicant la zona horària d'un dia hipotèticament mitjà basant-se en la longitud de l'Observatori de Greenwich, a Londres, però no tenia en compte les fluctuacions de la interacció entre la Terra i el Sol, i conforme apareixien eines més precises per a mesurar el temps, i es va comprendre la irregularitat del planeta i els moviments del Sol, es va entendre que calia un nou estàndard de temps internacional que es pogués modificar de tant en tant mitjançant l'ús de segments de salt.
El 1928, la Unió Astronòmica Internacional va introduir el terme Temps Universal (UT) per referir-se al GMT, amb el dia començant a mitjanit. Fins a la dècada de 1950, els senyals horaris emesos es basaven en UT i, per tant, en la rotació de la Terra.
El 1955 es va inventar el rellotge atòmic de cesi. Això va proporcionar una forma de cronometratge més estable i més convenient que les observacions astronòmiques. El 1956, el National Bureau of Standards de l'Observatori Naval dels Estats Units americà va començar a desenvolupar escales de temps de freqüència atòmica; el 1959, aquestes escales de temps es van utilitzar per generar els senyals de temps WWV, anomenats així per l'estació de ràdio d'ona curta que els emet. L'any 1960, l'Observatori Naval dels Estats Units, el Royal Greenwich Observatory i el National Physical Laboratory del Regne Unit van coordinar les seves emissions de ràdio de manera que es coordinaven els passos de temps i els canvis de freqüència, i l'escala de temps obtinguda es va anomenar informalment "temps universal coordinat".
En una decisió controvertida, la freqüència dels senyals es va establir inicialment per coincidir amb la velocitat de l'UT, però després es va mantenir a la mateixa freqüència mitjançant l'ús de rellotges atòmics i es va permetre deliberadament allunyar-se de l'UT. Quan la divergència va créixer significativament, el senyal es va canviar de fase (escalonadament) 20 ms per tornar a estar d'acord amb UT. Vint-i-nou passos d'aquest tipus es van utilitzar abans de 1960.
El 1958 es van publicar dades que vinculaven la freqüència del cesi, recentment establerta, amb el segon d'efemèrides. El segon d'efemèrides és una unitat del sistema de temps que, quan s'utilitza com a variable independent en les lleis del moviment que regeixen el moviment dels planetes i les llunes del sistema solar, permet a les lleis del moviment predir amb precisió les posicions observades de cossos del sistema solar. Dins dels límits de la precisió observable, els segons d'efemèrides són de durada constant, igual que els segons atòmics. Aquesta publicació va permetre escollir un valor per a la durada del segon atòmic que s'acordaria amb les lleis del moviment celestial.
El temps universal coordinat i les transmissions de freqüència arreu del món van començar l'1 de gener de 1960. L'UTC es va adoptar oficialment per primera vegada com a CCIR Recommendation 374, Standard-Frequency and Time-Signal Emissions el 1963, però l'abreviatura oficial d'UTC i el nom oficial en anglès de Coordinated Universal Time (juntament amb l'equivalent francès) no es van adoptar fins al 1967. Es va convertir en l'estàndard oficial de l'època mundial l'1 de gener de 1972.

## Mecanisme
Gairebé tots els dies de l'UTC contenen exactament 86.400 segons SI amb exactament 60 segons per minut. L'UTC es troba al voltant d'un segon de l'hora solar mitjana a 0° de longitud,[15] de manera que, com que el dia solar mitjà és una mica més llarg que 86.400 segons SI, ocasionalment l'últim minut d'un dia UTC s'ajusta per tenir 61 segons i compensar l'irregular però constant alentiment de la rotació de la Terra. El segon addicional s'anomena segon intercalat. Representa el gran total de la durada addicional (uns 2 mil·lisegons cadascun) de tots els dies solars mitjans des del segon intercalat anterior. Es permet que l'últim minut d'un dia UTC contingui 59 segons per cobrir la possibilitat remota que la Terra giri més ràpid, però això encara no ha estat necessari. La durada irregular dels dies significa que els dies julians fraccionats no funcionen correctament amb UTC.

## Fusos

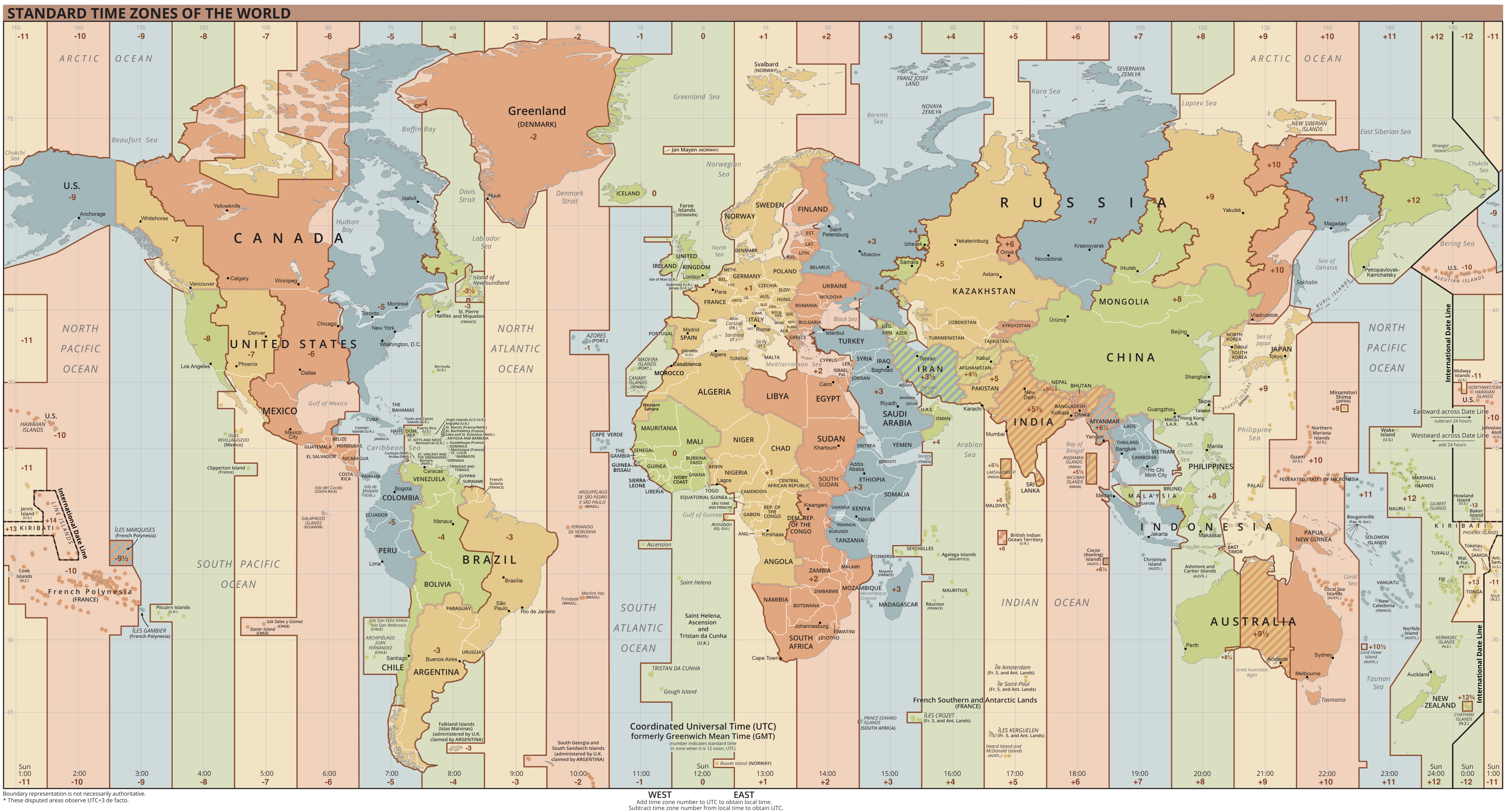
Mapa dels fusos horaris actuals

L'UTC és el sistema de temps emprat per molts estàndards d'internet i de la World Wide Web. Per exemple, el mateix servidor de la Viquipèdia utilitza l'UTC com a base per a la seva llista d'actualitzacions d'articles. Els territoris l'hora dels quals coincideix amb l'UTC són: Burkina Faso, Costa d'Ivori, Gàmbia, Ghana, República de Guinea, Guinea Bissau, Islàndia, Libèria, Mali, Mauritània, el Marroc, Santa Helena, São Tomé i Príncipe, Senegal, Sierra Leone, Togo, Illes Fèroe, Illes Canàries, Irlanda, Portugal i el Regne Unit.

## Hora central europea
Els Països Catalans són dins l'anomenada Central European Time (també anomenada MET - Middle European Time). Com que es canvia l'hora dues vegades l'any (s'avança una hora a la primavera i s'endarrereix a la tardor), a l'estiu, el fus horari equival a l'UTC+2 (CEST), mentre que a l'hivern equival a l'UTC+1. Així, per exemple, quan a l'estiu són les 13:00 UTC, als Països Catalans són les 15:00 (UTC+2), i quan a l'hivern són les 9:00 UTC, són les 10:00 (UTC+1).